# Kreuzberg-hágó
A Kreuzberg-hágó (németül: Kreuzbergpass, olaszul: Passo di Monte Croce di Comélico) egy 1636 m magasan fekvő hágó Észak-Olaszországban, a dél-tiroli Sextentől 8 km-re délkeletre, Trentino-Dél-Tirol régió (Bolzano megye) és Veneto régió (Belluno megye) határán, a történelmi osztrák–olasz államhatáron. A hágón az SS52 állami főút halad át, amely a Puster-völgyből a felső Sexteni-völgyön át vezet a venetói Cadore vidékre, a Piave völgyébe. A Kreuzberg-hágótól délre a Dolomitok, tőle északra-északkeletre Karni-Alpok hegyláncai húzódnak. A hágó stratégiai fekvése miatt az első világháborúban súlyos harcok színterévé vált, erődítményeit a második világháborút megelőző német–olasz hatalmi vetélkedés miatt tovább építették. A hidegháború idején a NATO folytatta a hágó erődítését.

## Fekvése
A Kreuzberg-hágó (olasz nevén Passo di Monte Croce di Comelico) a Dél-Tirol és Veneto régió határán fekszik. Nyugat felől a dél-tiroli Sexteni-völgy fut fel a hágóra, ezen az oldalon a legközelebbi település Moos és Sexten. Keleten  A hágó keleti oldalán ered a Padola-patak (torrente), melynek völgye a felső Comelico-völgybe (Val Comelico) vezet. Itt az első lakott hely Padola, amely Comelico Superiore községhez tartozik. A Sexteni-völgy nyugat felé a felső Puster-völgybe érkezik, a Dráva forrásvidékének közelében. A Comelico-völgy kelet felé lejt, és a Piave folyó völgyébe torkollik, a Kreuzberg-hágó tehát a Fekete-tenger és az Adria egyik vízválasztója is.
A hágó mellett északon a Karni-Alpok összefüggő gerince húzódik, a gerinc északi oldalán a kelet-tiroli Lesach-völgy és Gail-völgy (Tiroler Gailtal) húzódik. A mai hármashatárnál (Dél-Tirol, Ausztria, Veneto) emelkedik a Karni-Alpok legmagasabb csúcsa, a 2678 m magas Pfannspitze (Cima Vanscuro) és a 2599 méteres Porze (Monte Palombino), alattuk a (a kelet-tiroli oldalon) az Obstansi-tó, Kartitsch és Obertilliach községek.
A hágó déli oldalát a Sexteni-Dolomitok keletnek kifutó hegycsoportja kíséri. A hágó fölé a 2965 m magas Sextener Rotwand (Croda Rossa di Sesto) és a 3046 méteres Monte Popera emelkedik. A Rotwand és az Elferspitze (Cima Undici) között, a történelmi Habsburg–Velence (ma Dél-Tirol–Veneto) határvonalon, 2717 m magasságban van az Őrszem-hágó (Passo della Sentinella), amelyhez az első világháborúban kiépített, via ferratán, az Alpinik útján (Strada degli Alpini) lehet eljutni.
A Kreuzberg-hágón az SS52 Carnica nevű országos főút halad át, amely a dél-tiroli Innichent köti össze az Udine megyei Venzone községgel. A hágótól délre az SS52 főútból egy (csak személyautóval járható) kisebb út ágazik ki, a régi gyalogösvény nyomvonalán Bagni di Valgrande fürdőhelyre, majd a Lunelli menedékházhoz vezet. Innen túraösvények visznek tovább a Popera-hegycsoport és a Popera-völgy felé.

## Történelme

### Római kor
Az egész évben jól járható Kreuzberg-hágó ősidők óta természetes átkelőt jelent a Sexteni-völgy és a Comelico-völgy között. A rómaiak az i. sz. 1 században fontos kereskedelmi és hadi útvonalat építettek ki, amely délkelet felől, a Piave völgyében felfelé haladva a Comelico-völgyön és az alsó Puster-völgyön keresztül vezetett nyugat felé, ahol a Brenner-hágó útjára csatlakozott. Ez volt az Augsburgba (Augusta Vindelicorum) vezető második Via Claudia Augusta, amelyet „Via Claudia Augusta Altinate”-nak neveztek, kiinduló pontjáról, a velencei lagúnánál fekvő Altinum (Altino) római város nevéről. Így különböztették meg az első hasonló nevű úttól, a „Via Claudia Augusta Padana”-tól, amely innen messze nyugatra haladt, és a Padanán, azaz Pó-síkságon fekvő Hostilia (Ostiglia) városból Tridentum (Trento) városán át a Reschen-hágóra vezetett.
Mintegy két évszázadon át a Brenner-hágó felé irányuló teljes forgalom a Kreuzberg-hágón át haladt.A mai Innichennél volt Littamum katonai állomáshely, itt ágaztak el az utak az alsó-Puster-völgy (Brenner-hágó) és a felső Puster-völgy (a Tauern hágói) felé. Amikor az Eisack (Isarco) folyó felső völgyén (Eisackschlucht) át is utat törtek a Brenner-hágó felé, a Kreuzberg-hágó jelentősége csökkent, de a Tauern-hágók felé irányuló forgalom továbbra is erre haladt.

### Középkor, újkor
A rómaiak kivonulásával az Eisack-völgy útja gyorsan használhatatlanná vált, a forgalom visszaterelődött az ősi útvonalra, így a korai középkorban a Kreuzberg-hágó jelentősége ismét megnőtt. Az Eisack völgyi utat csak a 15. században állították helyre, de ugyanebben az időben a Tauern hágók ösvényeit kiépítették, málhás állatok, kisebb szekerek számára járhatóvá tették, így a Kreuzberg-hágó forgalma nem csökkent. A hágó csak a 18. század végén vesztett jelentőségéből, amikor a Tauern-hágók málhás forgalma visszaesett, a nehéz teherszállító szekerek számára alkalmatlan Kreuzberg-hágóról is elterelődött az áruszállítás.
Évszázadokon át, 1814-ig a hágó a Habsburg Birodalom és a Velencei Köztársaság államhatárán feküdt. 1814–1866 között Veneto a Habsburg Birodalommal perszonálunióban álló Lombard–Velencei Királysághoz tartozott, a Kreuzberg-hágón ekkor Tirol és Veneto tartományok határa húzódott. Az 1866-os porosz–osztrák háború után Ausztria elvesztette Venetót, a Kreuzberg-hágó az Osztrák–Magyar Monarchia és az Olasz Királyság államhatárára került.

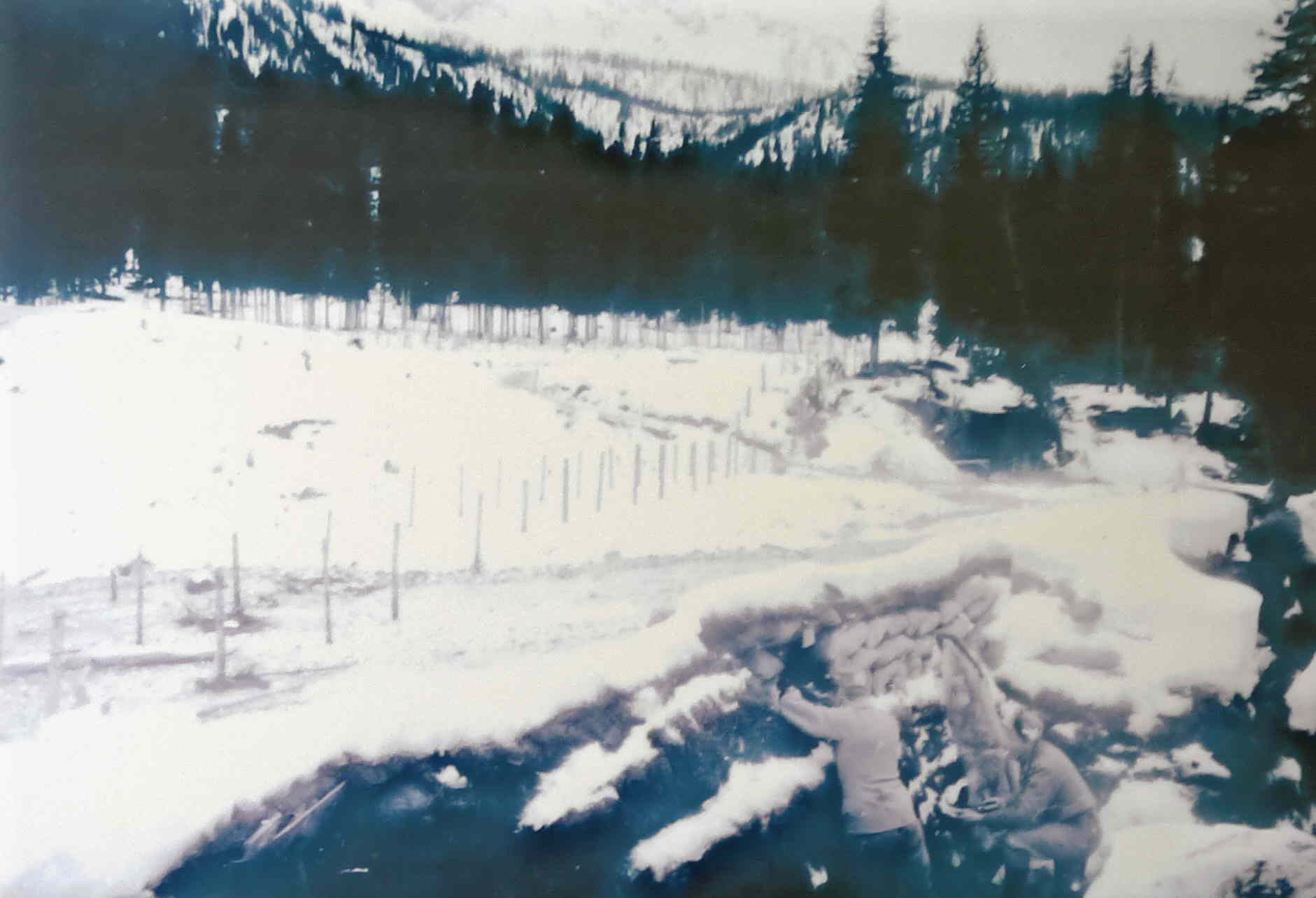
Beásott gyalogsági állás a Kreuzberg-hágón, 1915–17

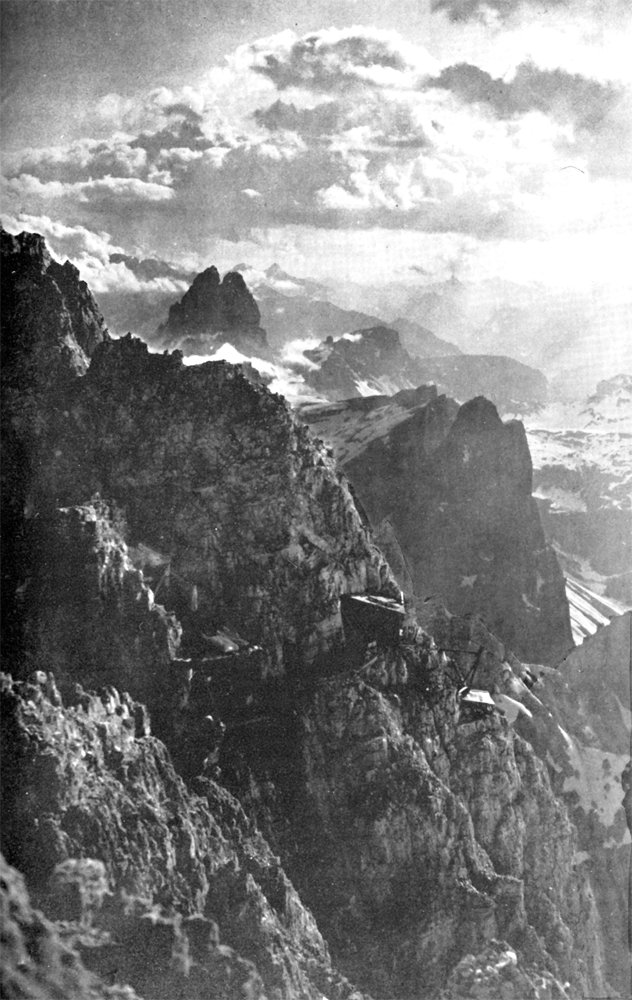
Osztrák állások a Sextener Rotwand oldalában

### Az első világháborúban
1871-ben megnyílt a Lienzet Toblach-hal összekötő Puster-völgyi vasútvonal, ezzel a Puster-völgy az olaszok stratégiai célpontjává vált. 1885−1889 között több osztrák erőd épült a Sexten-völgyben (Sextenben a Werk Mitterberg, Moosban a Werk Haideck), az itt várható olasz áttörés visszaverésére. A hágó fölött, a 2065 m magas Innergsell és 2550 m Hornischeck hegyeken további erődítmények épültek, ezek együtt alkották a Sperre Sexten zárórendszert. (Ez a szakasz a Tiroli katonai körzet V. alkörzetéhez tartozott).
Az első világháború kitörésekor azonban rögtön megmutatkozott, hogy az 1880-as években épült záróerődök 1915-re már elavultak, a gyorsan fejlődő tüzérség erejének már nem állnak ellen. Ezért a vártüzérséget leszerelték és hatékonyabb terepi állásokba telepítették. A Fischlein-völgy bejáratánál álló Haideck erődöt az olasz tüzérség már 1915 júliusában rommá lőtte. A sexteni Mitterberg erőd azonban kevésbé sérült, és gyalogsági támaszpontként szolgált.
Az 1915–18-as alpesi háborúban mindkét harcoló fél súlyos emberveszteségeket szenvedett. A Kreuzberg-hágón az első olasz Alpinik már 1915. május 16-án, egy héttel a hadüzenet előtt állásokat foglaltak. Az osztrák állásokban a népfelkelő lövészek (Landesschützen) álltak. Május 23-án Olaszország hadat üzent, 24-én került sor az első olasz rohamra, a következő napokban mindkét fél igyekezett előnyös állásokat foglalni a környező hegyoldalakban. Május 27-én az osztrákok ellentámadást intéztek a határvonal visszafoglalására, sikertelenül.
Május végén az osztrák hegyivadászok elfoglalták a hágótól északra, a Karni-Alpok főgerincét uraló 2678 m magas Pfannspitze (Cima Vanscuro) csúcsot. Június folyamán az osztrákok elfoglalták Cima Vallonát, az olaszok a 2579 m magas Pforze (Monte Palombino) csúcsot, itt tüzérségi megfigyelőpontot létesítettek, és már a Lesach-völgyben lévő Kartitschot és Obertilliachot lőhették volna. A német erősítés beérkezésekor azonban visszavonultak. A „hármashatár” körül folyó magashegyi harcok az Obstansi-nyeregbe is átcsaptak (az Obstansi-tó mellett magyar katonasírok is vannak). Júliusban az olaszok több támadást vezettek a 2689 m magas Große Kinigat (Monte Cavallino) ellen, de a jól beásott osztrák gyalogság visszaverte őket. Augusztusban az osztrákok visszaverték a Roteck, Seikofel (Monte Covolo) és a Burgstall (Castelliere) elleni olasz támadásokat. A Seikofelt szeptemberben újabb támadással elfoglalták az olaszok. 1915. október 9-én az olaszok általános támadást vezették a Kreuzberg-hágó elfoglalásra, a műveletet a Isonzó-front tehermentesítésére is szánták. A támadást október 24-én, egy héttel a kilencedik isonzói csata megindulása előtt sikerült visszaverni. 1916-ban és 1917-ben eredménytelen állóháború folyt a hágó környékén. A caporettói áttörés után, 1917. november 5-én az olasz csapatokat kivonták a térségből, az osztrákok bevonultak a Comelicóba. 1919-ben a saint-germaini béke értelmében egész Dél-Tirol az Olasz Királysághoz került.
A hágó környéki harcokban elesetteknek a hágóban egy emlékkeresztet állítottak.

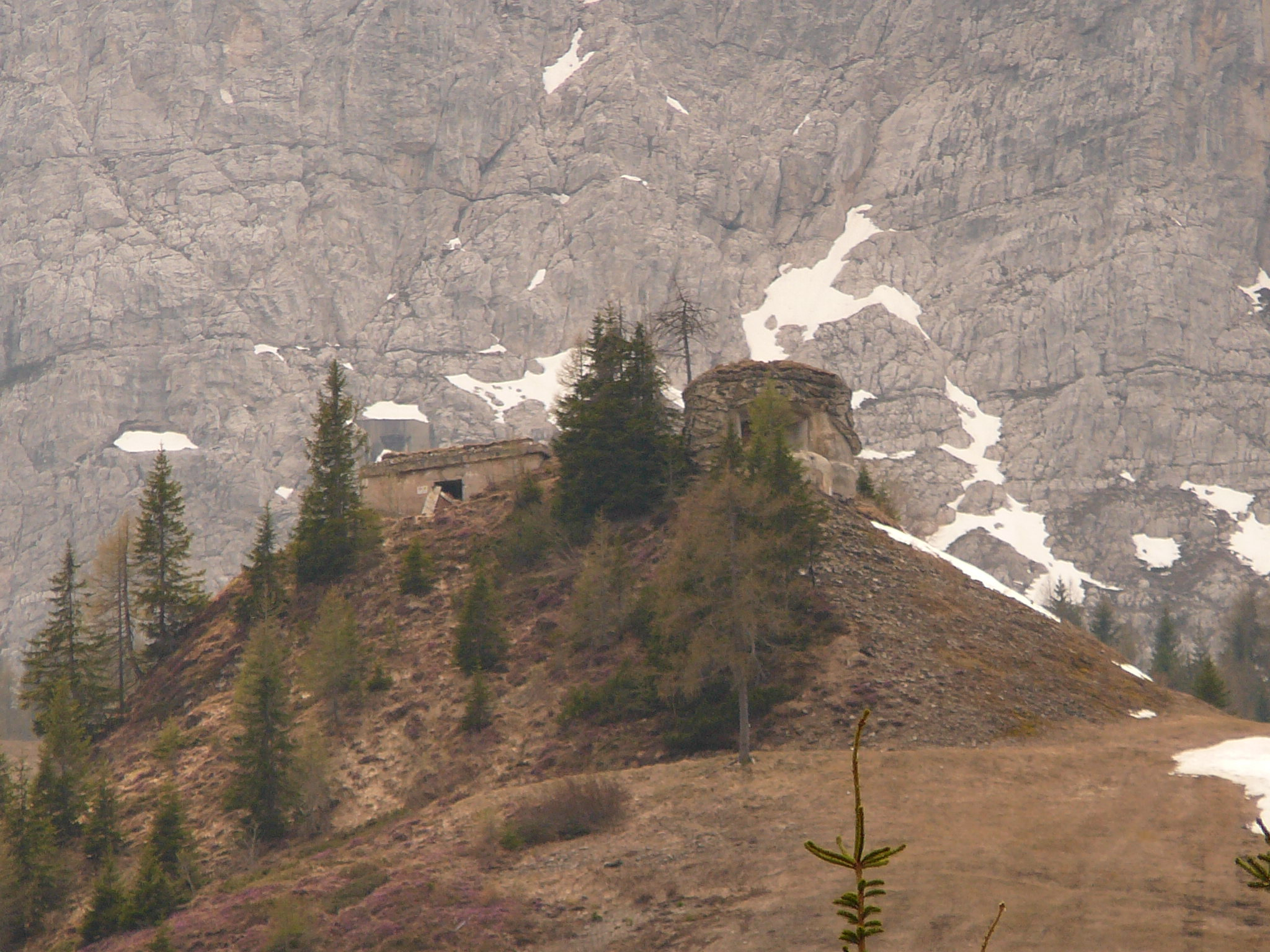
A 11. sz. erőd a Kreuzberg-hágó fölött
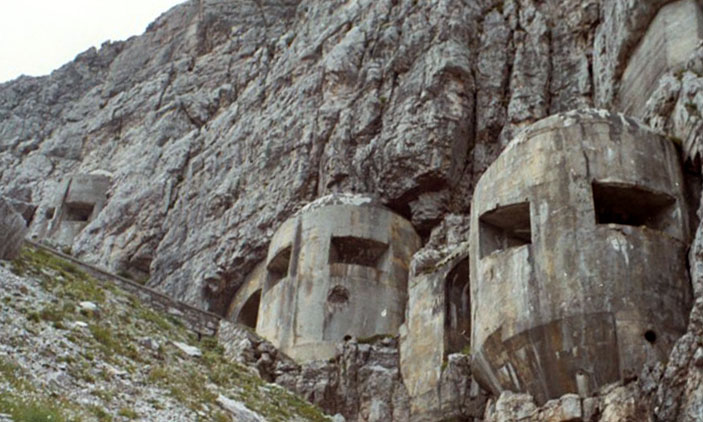
Sziklába vágott lőtornyok (10. sz. erőd)
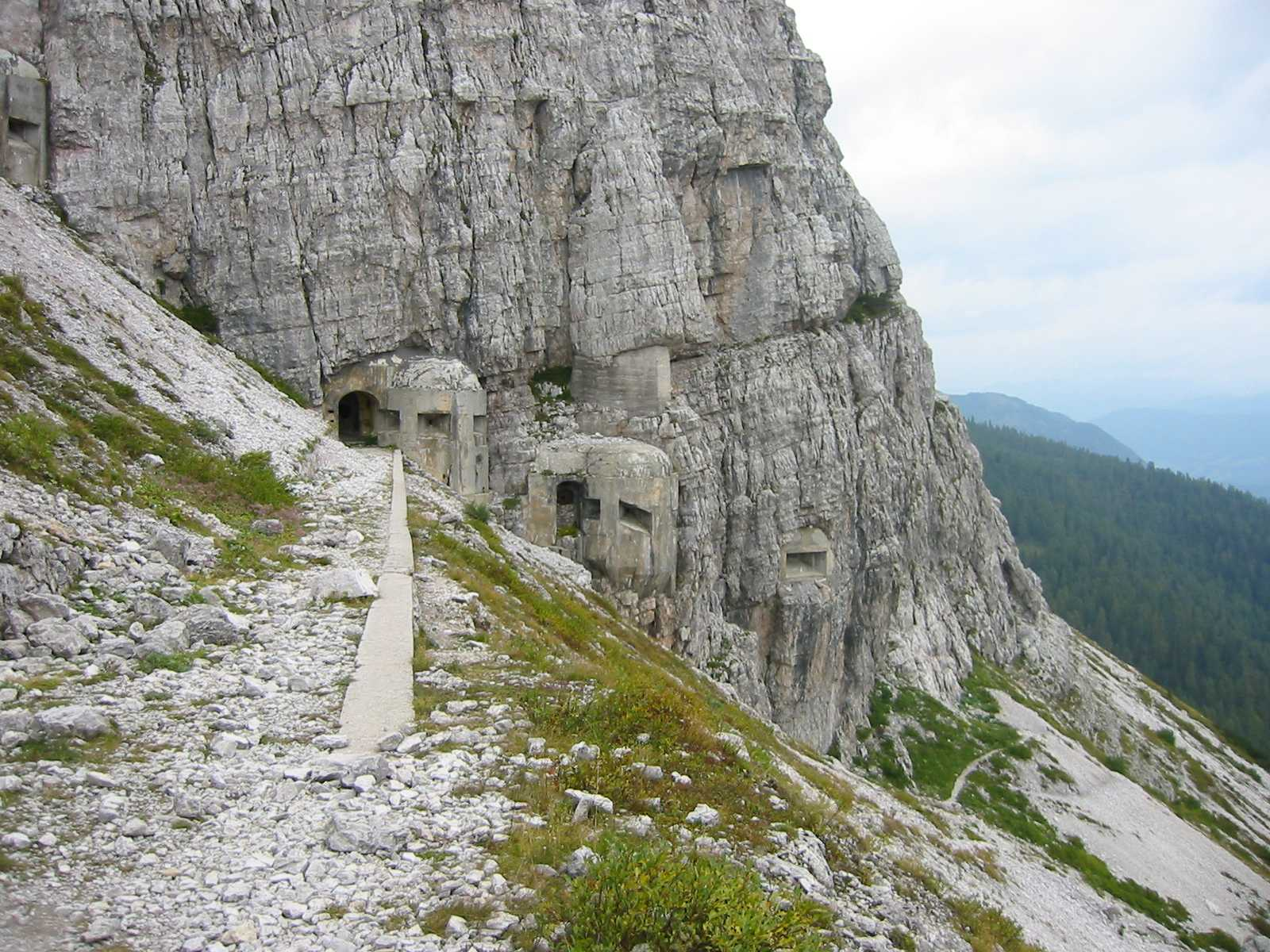
Lőállások a Popera-hegy oldalában
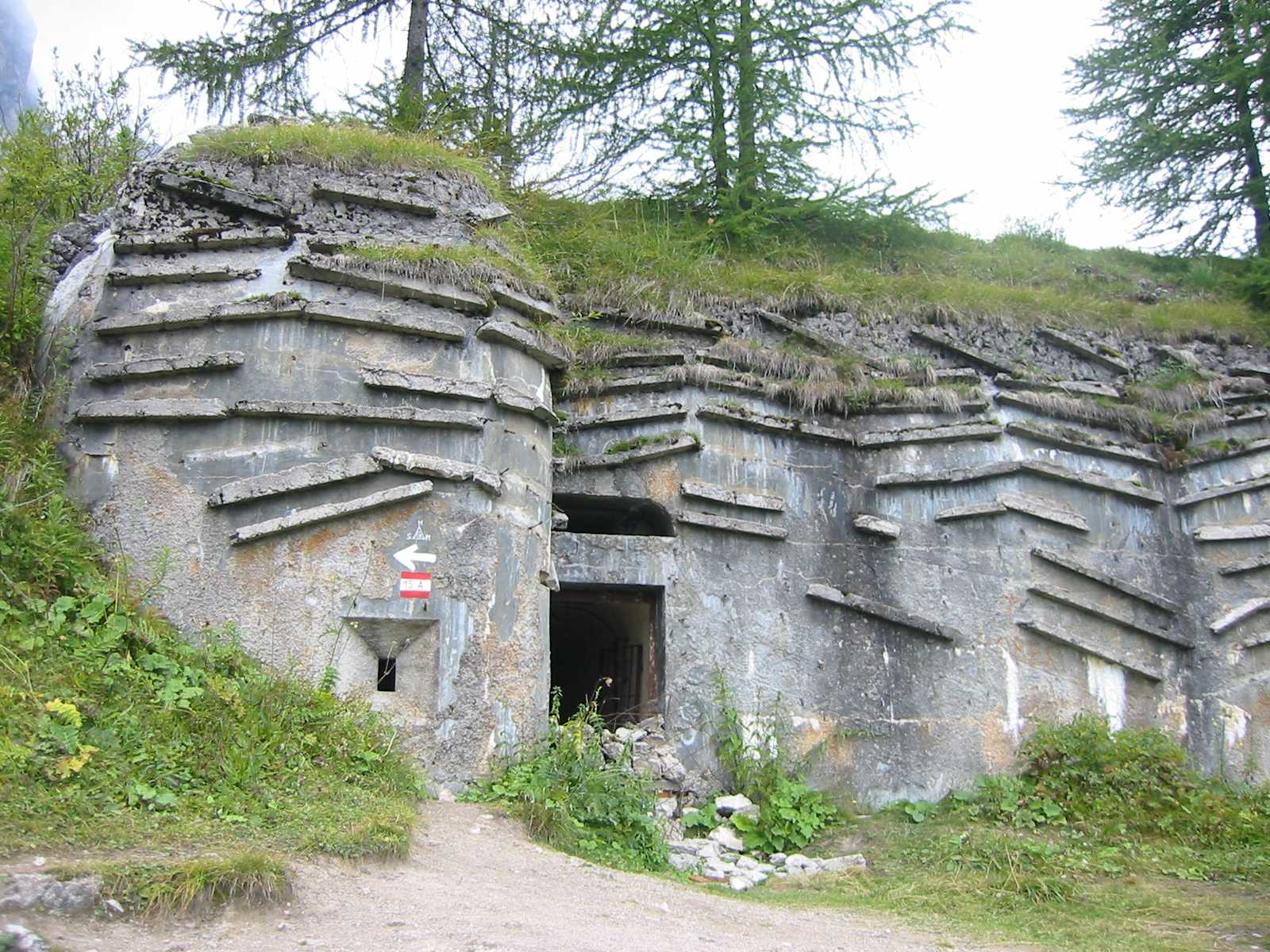
Bunker a Popera-hegy oldalában
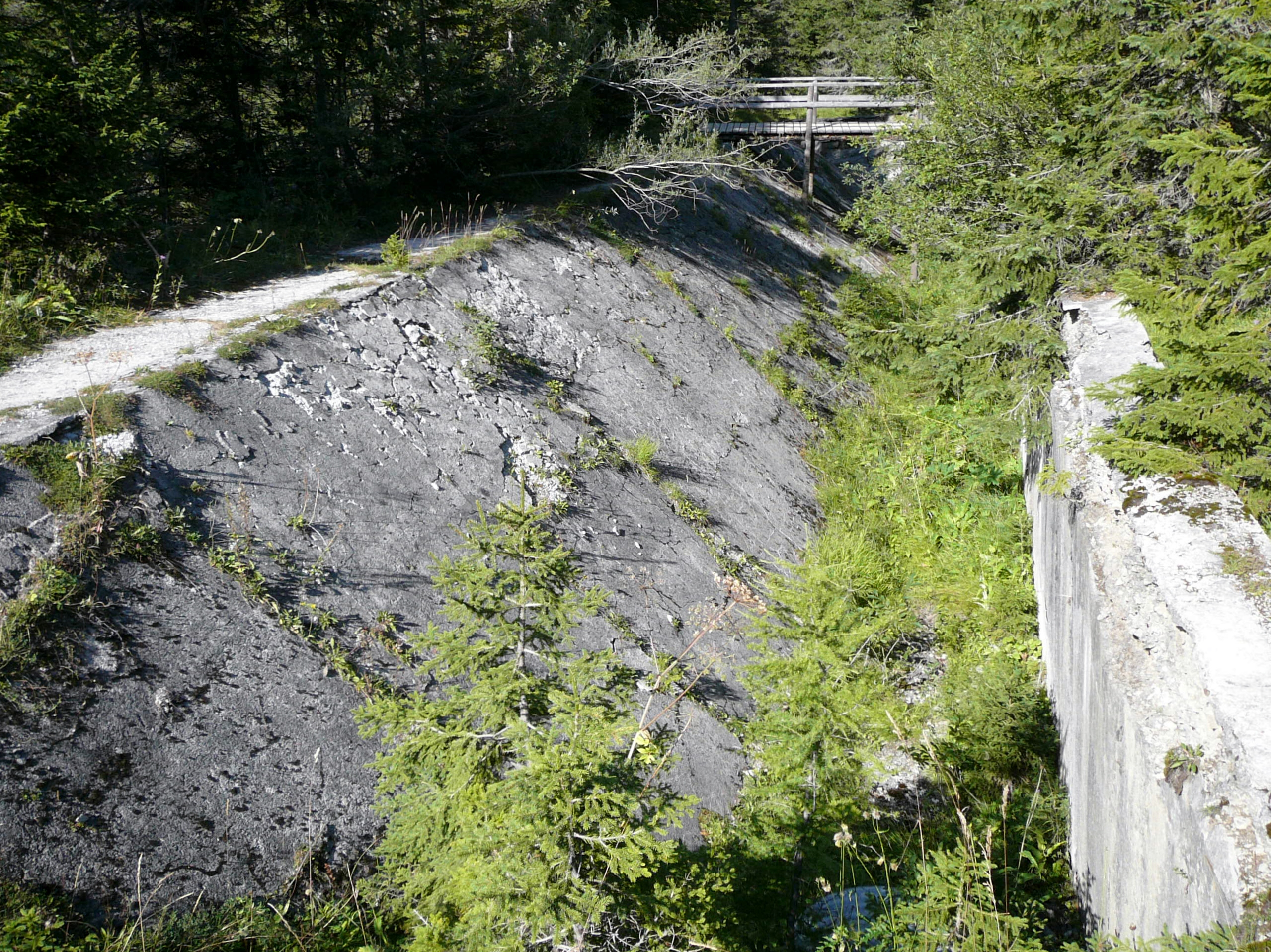
Harckocsiakadályok a Kreuzberg-hágón

### Két világháború között
Hatalomra kerülése után Benito Mussolini nem bízott Hitler barátságában. Német offenzívára számítva kiépítette a „Linea non mi fido” elnevezésű védővonalat. Nagyszabású záróerődítményeket és bunkereket építettek a hágó fölötti hegyoldalakon (Sbarramento Passo Monte Croce Comelico), ezek azonban sohasem vettek részt harcban. Az építmények ma elhagyatva, de jó állapotban fennmaradtak, a hadtörténet iránt érdeklődő túrázók örömére. A Kreuzberg-hágón átvezető korszerű főútvonalat a két világháború között, az 1930-as években az olasz kormányzat építette ki.

### A második világháború után
A második világháború után a hágó védelmi létesítményeit, amelyek eredetileg német invázió ellen épültek, az olasz haderő ismét használatba vette, ekkor már a NATO irányítása alatt. Ausztria semlegessége miatt az osztrák–olasz határ a NATO külső határává változott, az olaszok gyanakvását a dél-tiroli nemzetiségi kérdés megoldatlansága is erősítette. A határ menti védelmi rendszert az olasz hadsereg egészen 1992-ig fenntartotta.

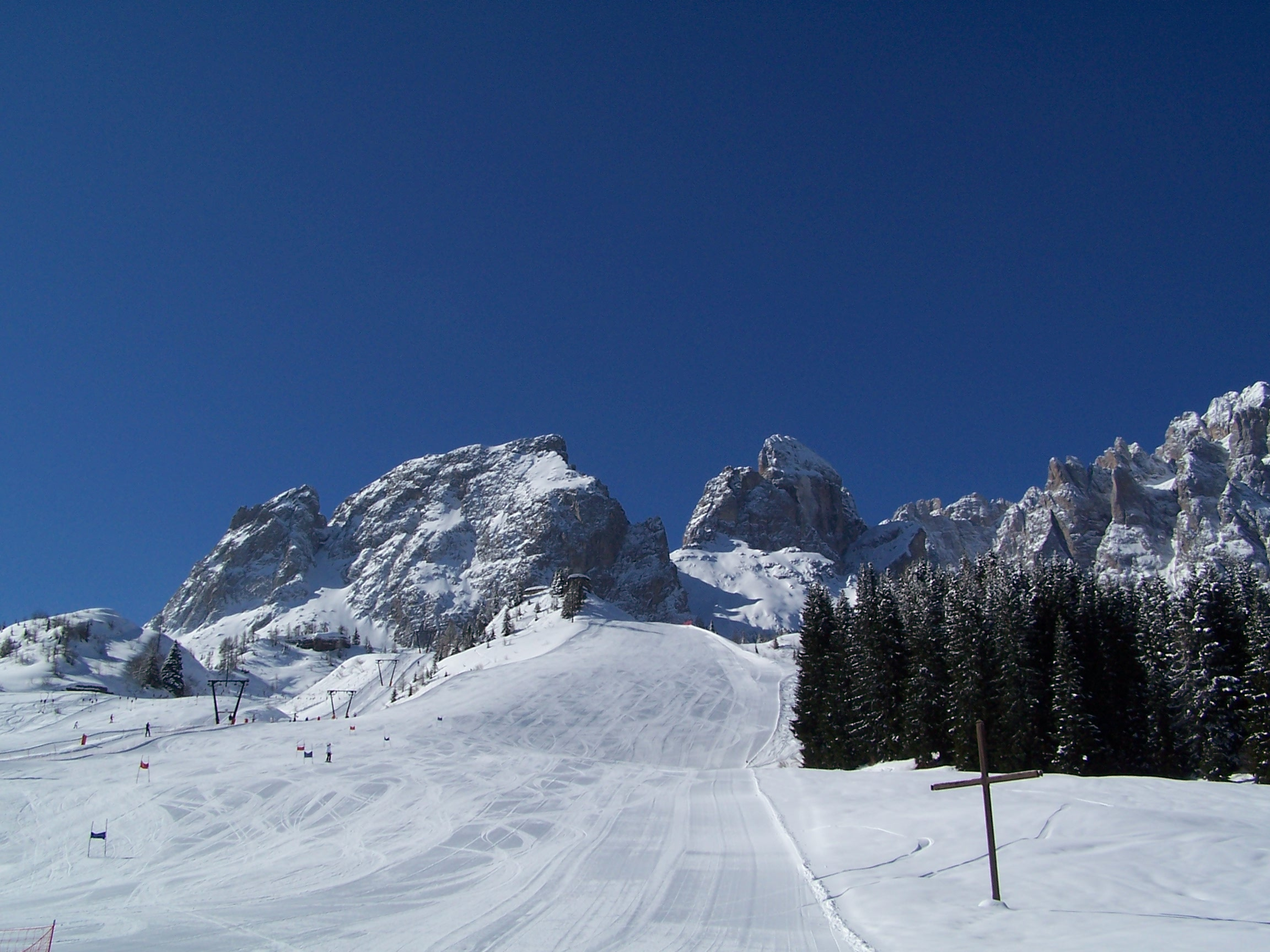
A Marc Girardelli sípálya a Kreuzberg-hágóban, a Croda Rossa és a 11. sz. erőd alatt

## Sport, szabadidő
A hágó fölött, a Sextener Rotwand északi lejtőjét Marc Girardelli osztrák–luxemburgi síbajnokról nevezték el, aki rendszeresen itt végezte edzéseit. A síterep a Dolomiti Superski szervezetének sexteni zónájához tartozik.

## Az „Alemagna” autópálya ügye
Az A27 olasz autópálya Velencéből indul, Trevisón és Bellunón át halad észak felé. Jelenleg (2013) Ponte nelle Alpi-nál végződik (Longarone közelében), innentől a forgalom az SS51 főúton (Strada Statale di Alemagna) halad tovább. Az A27-es autópálya továbbépítését már 1960-as évektől tervezik a Dolomitokon és az osztrák Alpokon keresztül München felé, Autostrada di Alemagna név alatt. Az építést Veneto régió kormányzata finanszírozza, az olasz útépítő lobby erős támogatása mellett. Valós gazdasági érdekek szólnak a közúti áruszállító kapacitás növelésére Veneto és Bajorország között.
Az A27-es autópálya további szakaszának nyomvonalára több tervváltozat létezik. Mindhárom az Ampezzói és Sexteni-Dolomitokban, részben természetvédelmi területeken át vezetne. Az egyik változat Santo Stefano di Cadore községen és a Kreuzberg-hágón át vezet Toblachba. Egy másik nyomvonal Auronzo di Cadorén, a Tre Croci-hágón, Schluderbachon és a Höhlenstein-völgyön át vezet Toblachba. Egy harmadik szerint az SS51-es út nyomvonalán, a Boite-völgyön (Valle del Boite), Cortina d’Ampezzón és az Im Gemärk (Cimabanche) hágón át jutna a Höhlenstein-völgybe. Az autópálya további, ausztriai szakaszainak építését a Zillertalon vagy a Lesach-völgyön keresztül Tirol tartományi kormányzata és civil szervezetek megakadályozták. Az 1990-es évektől Olaszországban is erőteljes mozgalom bontakozott ki a Dolomit-autópálya építése ellen. A tervet (egyelőre) felfüggesztették.